# Merl, Luxemburg
Merl är en stadsdel i staden Luxemburg, 3 kilometer väster om stadens centrum. Merl ligger 274 meter över havet och antalet invånare är 3 404.